# Alice Jackson Stuart
Alice Carlotta Jackson Stuart  (* 2. Juni 1913 in Richmond, Virginia, Vereinigte Staaten; †  13. Juni 2001  ebenda) war eine  US-amerikanische Pädagogin und Hochschullehrerin.  Sie war die erste Afroamerikanerin, die sich für ein Studium an der University of Virginia bewarb. Ihr Antrag wurde aufgrund der Jim-Crow-Gesetze abgelehnt. Sie erhielt 1937 ihren Master of Arts an der Columbia University und war Professorin für Englisch am Middlesex County College.

## Leben und Werk
Jackson war das älteste von drei Kindern des Apothekers James E. Jackson und Clara Louise Kersey. Sie besuchte zwei Missionsschulen der American Baptist Home Mission, das Hartshorn Memorial College und die Virginia Union University. Das Hartshorn fusionierte 1930 mit der Virginia Union und wurde zu einem staatlich anerkannten vierjährigen koedukativen Liberal Arts College und theologischen Seminar. 1934 erhielt sie von der Virginia Union University einen Bachelor-Abschluss in Englisch. Anschließend besuchte sie mit einem Graduiertenstipendium das Smith College in Northampton, wo sie einen Master-Abschluss in Französisch erwerben wollte. Doch nach einem Jahr kehrte sie nach Richmond zurück, da sie sich die Studiengebühren nicht mehr leisten konnte. Nach ihrer Rückkehr nach Virginia bewarb sie sich an der University of Virginia, um ihr Masterstudium in Französisch fortzusetzen. 
Die University of Virginia lehnte ihre Bewerbung aufgrund der damals geltenden Jim-Crow-Gesetze ab. Nachdem die National Association for the Advancement of Colored People mit rechtlichen Schritten gedroht hatte, richtete die Virginia General Assembly einen Studiengebührenzuschussfonds ein, um Stuart und andere qualifizierte afroamerikanische Studenten für die Kostendifferenz zu entschädigen, die durch den Besuch einer Schule außerhalb des Staates entstanden wäre.
1936 setzte sie ihr Studium an der Columbia University fort und erwarb einen Master-Abschluss in Englisch und Vergleichender Literaturwissenschaft. Jackson unterrichtete im Laufe ihrer 50-jährigen Lehrtätigkeit an mehreren Colleges und Universitäten für Afroamerikaner. 1983 ging sie als Professorin für Englisch am Middlesex County College in den Ruhestand.
Stuart war im April 1940 in erster Ehe mit Julian Towns Houston, Sr. verheiratet, mit dem sie einen Sohn bekam. In zweiter Ehe heiratete sie am 12. November 1960 James Earle Stuart.
Sie starb 2001 im Alter von 88 Jahren. Kurz nach ihrem Tod  verabschiedete der Senat von Virginia die Resolution Nr. 40 zu Ehren Jacksons. Nach ihrem Tod 2001 übergab ihr Sohn Julian Towns Houston, Richter am Superior Court von Massachusetts, ihre Papiere der University of Virginia, darunter auch jene, die ihre Tat aus dem Jahr 1935 dokumentieren.
Erst ab 1950 konnten Afroamerikaner an der Universität of Virginia studieren, als Gregory Swanson an der juristischen Fakultät der Universität sein Studium begann.

## Auszeichnungen (Auswahl)
2012 wurde Stuart von der Library of Virginia als Virginia Women in History ausgezeichnet.